# Ярославиці (Мазовецьке воєводство)
Ярославиці (пол. Jarosławice) — село в Польщі, у гміні Волянув Радомського повіту Мазовецького воєводства.
Населення — 143 особи (2011).
У 1975-1998 роках село належало до Радомського воєводства.

## Демографія
Демографічна структура станом на 31 березня 2011 року:
|          | Загалом | Допрацездатний вік | Працездатний вік | Постпрацездатний вік |
| -------- | ------- | ------------------ | ---------------- | -------------------- |
| Чоловіки | 74      | 21                 | 48               | 5                    |
| Жінки    | 69      | 18                 | 32               | 19                   |
| Разом    | 143     | 39                 | 80               | 24                   |